# Brigitte Xander
Brigitte Xander (* 27. April 1942 als Brigitte Ksander in Bruck an der Mur, Steiermark; † 18. Oktober 2008 in Wien) war eine österreichische Radio- und Fernsehmoderatorin.
Ihre schulische Ausbildung absolvierte sie, wie auch das Studium (Rechtswissenschaft und Dolmetsch), in Wien. Um das Studium zu finanzieren, nahm sie auf Anraten ihrer Mutter an einem Sprecherwettbewerb teil und arbeitete beim Radio.

## Karriere

### Radiomoderatorin
Im Radio moderierte sie 27 Jahre lang (1969–1996) den Ö3-Wecker, der sonntags zeitweise vom Sender Freies Berlin übernommen wurde, und 16 Jahre führte sie zuerst sonntagmittags auf Ö3 und später auf Radio Niederösterreich durch Das 100.000 Schilling Quiz, das sie bis zu ihrer Pensionierung im Jahr 2000 moderierte. Ab 1995 war sie Moderatorin bei Autofahrer unterwegs auf Ö2 und in den Ferien moderierte sie Radio Holiday – Die Ferienwelle von Ö3.

### Fernsehmoderatorin
In den 1970er Jahren moderierte sie die Fernsehsendung Wir, 14 Jahre lang die Kochsendung Bitte zu Tisch mit prominenten Gästen und 12 Jahre die Wiener Ausgabe von Bundesland heute. In Deutschland wurde sie durch die Spielshow Dalli Dalli mit Hans Rosenthal bekannt, wo sie unter anderen zusammen mit Ekkehard Fritsch, Mady Riehl und Christian Neureuther 15 Jahre lang die Jury bildete. Zuletzt saß sie 2001 bei der zweiten Staffel von Taxi Orange in der Jury.

## Privatleben
Ein „Markenzeichen“ Xanders war neben ihrer Stimme die Pagenkopf-Frisur, die mitunter zu Verwechslungen mit der fast gleichaltrigen, ebenfalls Pagenkopf tragenden und Wir moderierenden Chris Lohner führte.
Ihren Mann lernte sie 1985 kennen und teilte mit ihm die Leidenschaft für das Tauchen. Sie starb nach kurzer schwerer Krankheit und wurde am 10. November 2008 am Sieveringer Friedhof (Abt. 1, Gruppe 7, Nr. 15) in Wien beigesetzt.